# Michèle Pierre-Louis
Michèle Pierre-Louis (ur. 5 października 1947) – haitańska działaczka społeczna i polityk. Premier Haiti od 5 września 2008 do 11 listopada 2009, została odwołana przez Senat.

## Życiorys
Michèle Pierre-Louis jest znaną w Haiti działaczką na rzecz praw człowieka. W 1995 objęła stanowisko przewodniczącej FOKAL (Fondation Connaissance et Liberte) (Fundacja na rzecz Wiedzy i Wolności), pozarządowej organizacji, sponsorowanej przez amerykańskiego filantropa, George’a Sorosa i zajmującej się promocją kultury i wiedzy, programami edukacyjnymi młodzieży i informatyzacją kraju.
23 czerwca 2008 Pierre-Louis została desygnowana przez prezydenta René Prévala na stanowisko premiera kraju. Była to już trzecia próba wyznaczenia szefa rządu, po usunięciu przez Senat z urzędu Jacques’a-Édouarda Alexisa w kwietniu 2008. Dwaj poprzedni prezydenccy kandydaci byli odrzuceni przez parlament z powodu niespełnienia wymaganych przepisów konstytucyjnych.
17 lipca 2008 jej kandydatura została zatwierdzona przez Izbę Deputowanych, głosami 61 do 1 przy 20 wstrzymujących się. 31 lipca 2008 również Senat poparł w głosowaniu jej kandydaturę, oddając za nią 12 głosów, żadnego przeciw oraz 5 głosów wstrzymujących się. 25 sierpnia 2008 przedstawiła skład swojego gabinetu, złożonego z 17 ministrów, w którym sama objęła również funkcję ministra sprawiedliwości i bezpieczeństwa publicznego. Planowane na następny dzień zaprzysiężenie rządu zostało odłożone z powodu nadejścia huraganu Gustav Ostatecznie rząd i premier zostali zaprzysiężeni na stanowiskach 5 września 2009, po zatwierdzeniu przez Senat i Izbę Deputowanych.
30 października 2009 premier Pierre-Louis została odwołana ze stanowiska przez Senat. Za jej odwołaniem zagłosowało 18 spośród 29 senatorów, którzy zarzucili jej nieradzenie sobie z wyciąganiem gospodarki z kryzysu. Stwierdzili, że premier nie zrobiła nic, by poprawić standardy życia w kraju. Senatorzy popierający premier zbojkotowali głosowanie i określili mianem niekonstytucyjnego, gdyż przeprowadzonego bez wyraźnej instrukcji od prezydenta. Premier odrzuciła oskarżenia, a międzynarodowi partnerzy podkreślili zaangażowanie jej gabinetu w działania po przejściu huraganów nad wyspą w 2008 oraz w konstruktywny dialog międzynarodowy. Tego samego dnia prezydent Préval desygnował na stanowisko szefa rządu ministra Jean-Maxa Bellerive’a. Został on zaprzysiężony 11 listopada 2009.